# Nabit
Nabit – szwedzki przemysłowy materiał wybuchowy, mieszanina 86% saletry amonowej, 6% nitrogliceryny, 5% paliwa stałego, 3% aluminium.
Właściwości:
- prędkość detonacji – 4500 m/s (przy gęstości 1,12 g/cm³)
- ciepło wybuchu – 4420 kJ/kg
- objętość właściwa gazów wybuchowych – 904 dm³/kg